# La Ronda
Pour les articles homonymes, voir Ronda.
La Ronda est une revue littéraire italienne publiée à Rome de 1919 à 1923. Le comité de rédaction initial se composait de sept membres, dits les « sept sages. »

## Historique
Le premier numéro de la revue parut en avril 1919. La Ronda était un mensuel qui prônait le retour à la tradition dans le domaine de la littérature. Elle s'opposait aux avant-gardes, en particulier à Filippo Tommaso Marinetti.
Les « sept sages » qui dirigeaient La Ronda étaient Vincenzo Cardarelli, Emilio Cecchi, Riccardo Bacchelli, Antonio Baldini, Lorenzo  Montano, Bruno Barilli et Giuseppe Raimondi; plus Aurelio Enrico Saffi, rédacteur en chef des finances.
De nombreux collaborateurs extérieurs vinrent soutenir ce mouvement, dont Guglielmo Ferrero, Vilfredo Pareto, Filippo Burzio, Giuseppe Raimondi et Alberto Savinio, Marcello Cora (alias Maurizio Korach) et, parmi les peintres qui animaient à cette époque la revue d'arts figuratifs Valori plastici, Carlo Carrà, qui y publia des articles sur Matisse et Cézanne, et Giorgio De Chirico, qui assimilait le classicisme « rondiste » à sa propre conception de la métaphysique.
La littérature étrangère y occupait une place importante avec la traduction d'auteurs anglo-saxons tels que Robert Louis Stevenson, Herman Melville, Gilbert Keith Chesterton, Hilaire Belloc, George Bernard Shaw et Thomas Hardy.
Le dernier numéro fut publié en décembre 1923, mais déjà écrit l'année d'avant: le magazine est pratiquement fini en novembre 1922.